# Negash Teklit
Negash Teklit (ur. 1970) – erytrejski piłkarz i trener piłkarski.

## Kariera piłkarska

### Kariera klubowa
Występował w miejscowych klubach.

### Kariera reprezentacyjna
W latach 80. XX wieku bronił barw narodowej reprezentacji Etiopii.

## Kariera trenerska
Po zakończeniu kariery piłkarskiej rozpoczął karierę szkoleniową. W kwietniu 2002 roku czasowo trenował narodową reprezentację Erytrei na I Afrykańskich Igrzysk Wojskowych (CISM) w Nairobi. Później pracował w sztabie reprezentacji.
Od 2009 do grudnia 2012 pracował jako główny trener piłkarskiej reprezentacji Erytrei.
Młodzieżowa reprezentacja Erytrei kierowana przez Teklita dotarła do finału mistrzostw CECAFA U-20 w 2010 roku, ale przegrała w finale zespołowi Ugandy.